# Mijn Michael
Mijn Michael is een oorspronkelijk Hebreeuwse roman, geschreven door de Israëlische schrijver Amos Oz. Het boek is in 1968 gepubliceerd door uitgeverij Am Oved, en vertaald in ongeveer 30 talen. Het boek is ook verfilmd, in het Hebreeuws. Het Bertelsmann Publishing House noemde het boek een van de honderd beste boeken van de 20e eeuw.
Het boek beschrijft de liefde en het huwelijk van een jonge vrouw. Het verhaal speelt zich af in de jaren 50 in Jeruzalem. Het is gelukt het mysterie van een Jeruzalems meisje te onderzoeken, en het boek volgt de nachtmerries die haar leven beheersen. In het verhaal maakt de lezer kennis met de alledaagse sfeer van het leven in Jeruzalem en de omliggende steden.

## Nederlandse vertalingen
Het boek is uit het Hebreeuws vertaald door Maartje van Tijn (1973) en Hilde Pach (2008).